# 笹木野 (福島市)
笹木野（ささきの）は、福島県福島市の大字である。郵便番号は960-8057。

## 地理
福島市西部の吾妻地域に属し、地区内北部に位置する。北で大笹生、南沢又と、北東で八島田、野田町と、南東で東中央、北中央、西中央の北西角、下野寺と、南で仁井田と、西で上野寺、下野寺（北西部）、町庭坂とそれぞれ隣接する。概ね市町村制施行以前の旧笹木野村域を範囲としていたが、後の野田村の分村合併や福島市中央土地区画整理事業による地番変更により現在の姿に至った。福島盆地西部の扇状地にあたり、田畑や果樹園が広がる。特に北部の萱場地区は県内でも有数の梨の産地であり、「萱場梨」として広く知られている。また、東側の幹線道路沿いを中心に住宅地が広がるほか、JR奥羽本線笹木野駅周辺には工場も立地する。上町に所在する福島警察署及び上野寺に所在する福島消防署西出張所がそれぞれ管轄にあたる。

### 河川
- 荒川
  - 須川
- 松川

### 主な字
- 天戸畑
- 石田
- 市街道
- 内城
- 内畑
- 大金谷
- 大金谷尻
- 大金谷南
- 御林下
- 御林東
- 表屋敷
- 表屋敷前
- 折杉
- 街道北
- 街道南
- 金谷東
- 金谷前
- 金谷南
- 鎌古屋
- 鎌古屋尻
- 鎌古屋東
- 鎌古屋前
- 上石田
- 上末梨
- 上台
- 上中島
- 萱場
- 萱場東
- 萱場前
- 萱場南
- 北萱場
- 北小針
- 北寺畑
- 北中谷地
- 北原
- 北谷地
- 北谷地東
- 久保川原
- 高野
- 古堰場
- 小針
- 小針尻
- 小針道
- 上河原
- 庚段
- 笹木野原
- 笹木野町
- 下台
- 下屋敷
- 新林
- 末梨
- 末梨下
- 下小針
- 堰口
- 立田
- 舘
- 台畑
- 寺畑
- 天竺田
- 銅庭
- 茶呑田
- 中金谷
- 中小針
- 中小屋
- 中島
- 中西裏
- 長畑
- 長林
- 西萱場
- 西原
- 蜂久保
- 八方畑
- 林際
- 払川添
- 原際
- 原端
- 日井古屋
- 日井古屋西
- 日井古屋北
- 星段
- 東小針
- 町裏
- 町尻
- 町続
- 町東
- 水口
- 水口下
- 南石田
- 南折杉
- 南小針
- 南中谷地
- 前石田
- 山神南
- 由添
- 六角前

## 歴史
- 1889年（明治22年）4月1日 - 町村制の施行により信夫郡野田村が発足。旧笹木野村域は野田村の大字となる。
- 1956年（昭和31年）9月30日 - 野田村が合併により吾妻村となり、吾妻村の大字となる。（1962年（昭和37年）11月1日に町制施行し吾妻町となる。）
- 1968年（昭和43年）10月1日 - 吾妻町が福島市に編入され、福島市の大字となる。
- 1976年（昭和51年）7月6日 - 福島中央土地区画整理事業が当地を含む地域で開始される。
- 1989年（平成元年）3月10日 - 土地区画整理事業の完了に伴い、一部が東中央、北中央へ町名地番変更される。

## 世帯数と人口
2022年（令和4年）6月30日現在の世帯数と人口は以下の通りである。
| 大字   | 世帯数   | 人口   |
| ------ | -------- | ------ |
| 笹木野 | 2976世帯 | 6823人 |

## 小・中学校の学区
市立小・中学校に通う場合、学区は以下の通りとなる。
| 番地 | 小学校             | 中学校             |
| ---- | ------------------ | ------------------ |
| 全域 | 福島市立野田小学校 | 福島市立野田中学校 |

## 交通

### 鉄道
- JR奥羽本線
  - 笹木野駅

### 道路
- 東北自動車道
- 国道13号福島西道路
  - 吾妻高架橋（JR奥羽本線・福島県道310号庭坂福島線）
- 福島県道5号上名倉飯坂伊達線
- 福島県道310号庭坂福島線
  - 八島田跨線橋（JR奥羽本線）
- 福島県道311号八島田笹木野停車場線
- 福島市道17号鳥川大笹生線
  - 大萱橋（松川）
- 福島市道22号泉萱場線
- 福島市道23号仁井田笹谷線
- 福島市道24号長畑黄金坂線
- 福島市道25号南沢又大森線
- 福島市道三日堀内下台線
  - 細表橋（須川）

### バス
福島交通路線バス
- （福島駅・大原綜合病院方面） - 勝口前 … 大金谷尻 … 下屋敷 - 日井古屋 - 長林 - 鎌古屋 - 陽光園前 - 北萱場 - 萱場 - 新林 -  （庭坂方面）
  - 運転免許センター経由庭坂
- （福島駅・大原綜合病院方面） - 勝口前 … 大金谷尻 … 新道 - 長畑 -  （志田・庭坂方面）
  - 志田
  - 長沼経由庭坂
- （福島駅・大原綜合病院方面） - 水口下 - JA野田支店前 - 笹木野町裏 - 中西裏 - 長畑 - （庭坂方面）
  - 由添団地経由庭坂
- （福島駅・大原綜合病院方面） - 吾妻支所 - （上姥堂・高湯温泉方面）
  - 上姥堂
  - 高湯温泉

## 施設
- 福島市役所吾妻支所
- 福島市立野田中学校
- 福島市立野田小学校
- 福島市西部体育館
- 福島市営北萱場団地
- 社会福祉法人北信福祉会 あづま保育園
- 福島福祉施設協会 福島市野田児童センター
- 八島田郵便局
- 笹木野原郵便局
- ふくしま未来農業協同組合 野田支店
- ふくしま未来農業協同組合 野田共同選果場
- 日本中古自動車販売協会連合会 福島支部
  - 福島県中古自動車販売商工組合
- 福島製鋼
- OKIシンフォテック
- 福島トヨタ自動車 福島笹木野店
- 東北スバル自動車販売 スバルショップ笹木野
- 曹洞宗 佛母寺
- 大日如来堂
- 熊野神社
- 大原神社
- 大山神社（太神宮）
- 愛宕山神社
- 須川運動公園